# Brita Sofia Hesselius
Brita Sofia Hesselius (Karlstad, 12 giugno 1801 – Mentone, 25 luglio 1866) è stata una fotografa e insegnante svedese.
è stata una delle prime fotografe professioniste al mondo, attiva contemporaneamente a Bertha Wehnert-Beckmann e a Franziska Möllinger e poco prima di Geneviève Élisabeth Disdéri.

## Biografia
Figlia di Olof, un agente immobiliare, e di Anna Katarina Roman, mentre il  nonno paterno, Jonas, era un vicario a Särna. Dal 1845 al 1853 diresse una scuola femminile a Karlstad, nella Contea di Värmland nella quale insegnava disegno e pittura poiché anche lei stessa dipingeva.
Negli stessi anni, a partire dal 1845, gestiva uno studio di dagherrotipia, il primo atelier permanente nella provincia di Värmland. Infatti i fotografi erano ambulanti o per meglio dire, itineranti. Prima dell'insegnamento viaggiò per alcuni anni, tra cui anche in Francia ed è probabile che abbia imparato e si sia appassionata alla fotografia. 
Fu quasi certamente la prima fotografa professionista svedese perché iniziò a fotografare pochi anni dopo che Johan Adolf Sevén aprisse il suo primo studio fotografico in Svezia nel 1841 ed una delle prime donne fotografe professioniste al mondo insieme a Bertha Wehnert-Beckmann (1815-1901) e a Franziska Möllinger (1817-1880) e poco prima di Geneviève Élisabeth Disdéri (c. 1817-1878).
Chiuse l'attività nel 1853 per trasferirsi a Stoccolma per continuare la sua attività pedagogica.
Non sono noti altri dettagli della sua vita né i motivi che la portarono a spostarsi a Mentone dove morì.